# Biserica de lemn din Tălagiu

Biserica de lemn din Tălagiu, Arad, 1926

Planul bisericii de lemn din Tălagiu, Arad, 1926

Biserica de lemn din Tălagiu, județul Arad a fost folosită până în anul 1935 când a fost construită biserica actuală, de zid ce îi moștenește hramul Sfinții Arhangheli Mihail și Gavriil.

## Istoric
Biserica Tălagiu: actuala biserică a fost renovată în exterior în anul 1996 sub îndrumarea Pr.Dr. Breda Nicu Ioan, actualmente protopop al Aradului, iar între anii 2008-2011 s-au efectuat lucrări de renovare a picturii, care a fost sființită în 19 august 2012 de IPS Timotei, Arhiepiscop al Aradului.